# حمض الديكانويك
حمض الديكانويك (أو حمض الكَبْرِيك) هو حمض كربوكسيلي له الصيغة الكيميائية C10H20O2، والتي يمكن كتابتها على الشكل CH3(CH2)8COOH. ويكون على شكل بلورات بيضاء اللون. ينتمي حمض الديكانويك إلى الأحماض الدهنية المشبعة، وتسمى أملاح وإسترات هذا الحمض ديكانوات..
للمركب رائحة تشبه رائحة الماعز، ولذلك اشتق الاسم الدارج حمض الكابريك من الاسم اللاتيني للماعز capra.

## الوفرة
يوجد حمض الديكانويك طبيعياً في زيت جوز الهند (حوالي 10%) وفي زيت بذر النخيل (حولي 4%) من بقية أنواع زيوت بذور النباتات، إذ أنه غير شائع الوجود في باقي زيوت البذور المعروفة. يوجد أيضاً في حليب عدد من الثدييات؛ وهو يشكل ما نسبته 1.62% من الدهن الموجود في الدوريان Durio graveolens.
يمكن التحضير صناعياً من أكسدة 1-ديكانول باستخدام ثلاثي أكسيد الكروم كمؤكسد في وسط حمضي.

## الخواص
يوجد المركب في الشروط القياسية على شكل بلورات بيضاء اللون، ذات انحلالية ضعيفة جداً في الماء، لكنها تنحل بشكل جيد في المذيبات العضوية مثل الكحولات (ميثانول وإيثانول) والإيثرات.

## الاستخدامات
يستخدم حمض الديكانويك في تحضير الإسترات الموافقة، والتي لها تطبيقات في صناعة المنكهات والعطور.